# In memoria di me
Pour plus de détails, voir Fiche technique et Distribution.
In memoria di me est un film italien réalisé par Saverio Costanzo, sorti en 2007.

## Synopsis
Andrea, un jeune homme séduisant en proie à une crise existentielle, rejoint le noviciat jésuite.

## Fiche technique
- Titre : In memoria di me
- Réalisation : Saverio Costanzo
- Scénario : Saverio Costanzo avec la collaboration de Flaminia Morandi et Matteo D'Arienzo d'après le roman Lacrime impure de Furio Monicelli
- Musique : Alter Ego
- Photographie : Mario Amura
- Montage : Francesca Calvelli
- Production : Mario Gianani
- Société de production : Offside, Medusa Film et Sky
- Pays :  Italie et  France
- Genre : drame
- Durée : 115 minutes
- Dates de sortie : 
  -  Italie : 23 février 2007
  -  France : 16 avril 2008

## Distribution
- Christo Jivkov : Andrea
- Filippo Timi : Zanna
- Marco Baliani : le maître
- André Hennicke : le père supérieur
- Fausto Russo Alesi : Panella
- Alessandro Quattro : Bracci
- Massimo Cagnina : Ciarnella
- Milutin Dapcevic : Wagner
- Matteo D'Arienzo : De Rienzo
- Ben Pace : Rossi
- Stefano Antonucci : Lodovici
- Francesco Bortolozzo : Novice Berti
- Francesca Bressanello : la mère de Lodovici
- Umberto Angelin : le père de Lodovici

## Distinctions
Le film a été présenté en sélection officielle en compétition lors de Berlinale 2007.